# 日経就職ナビ
日経就職ナビ（にっけいしゅうしょくナビ）、日経ナビ（にっけいナビ）とは、かつて日経HRとディスコが共同で運営していた、新卒者向けの就職サイトである。
リクナビ、マイナビと共に「代表的な就職サイトの一つ」とされている。
2015年6月に開始した2017年度新卒入社向けサービスより、名称を「キャリタス就活」に変更した。日経との協力関係は維持するとしている。

## 沿革
- 1996年 - インターネット「日経プレイスメントパーク」としてサービス開始[3]
- 1998年 - 名称を「日経就職ナビ」に改称[3]
- 2005年 - 低学年層も対象にした「日経ナビ」に改称[3]
- 2008年 - 名称を「日経就職ナビ」に戻す（2010年3月卒業予定者対象のサイトを対象）
- 2015年 - 名称を「キャリタス就活」に改称[2][3]